# 600 هـ
600 هـ هي سنة في التقويم الهجري امتدت مقابلةً في التقويم الميلادي بين سنتي 1203 و1204.

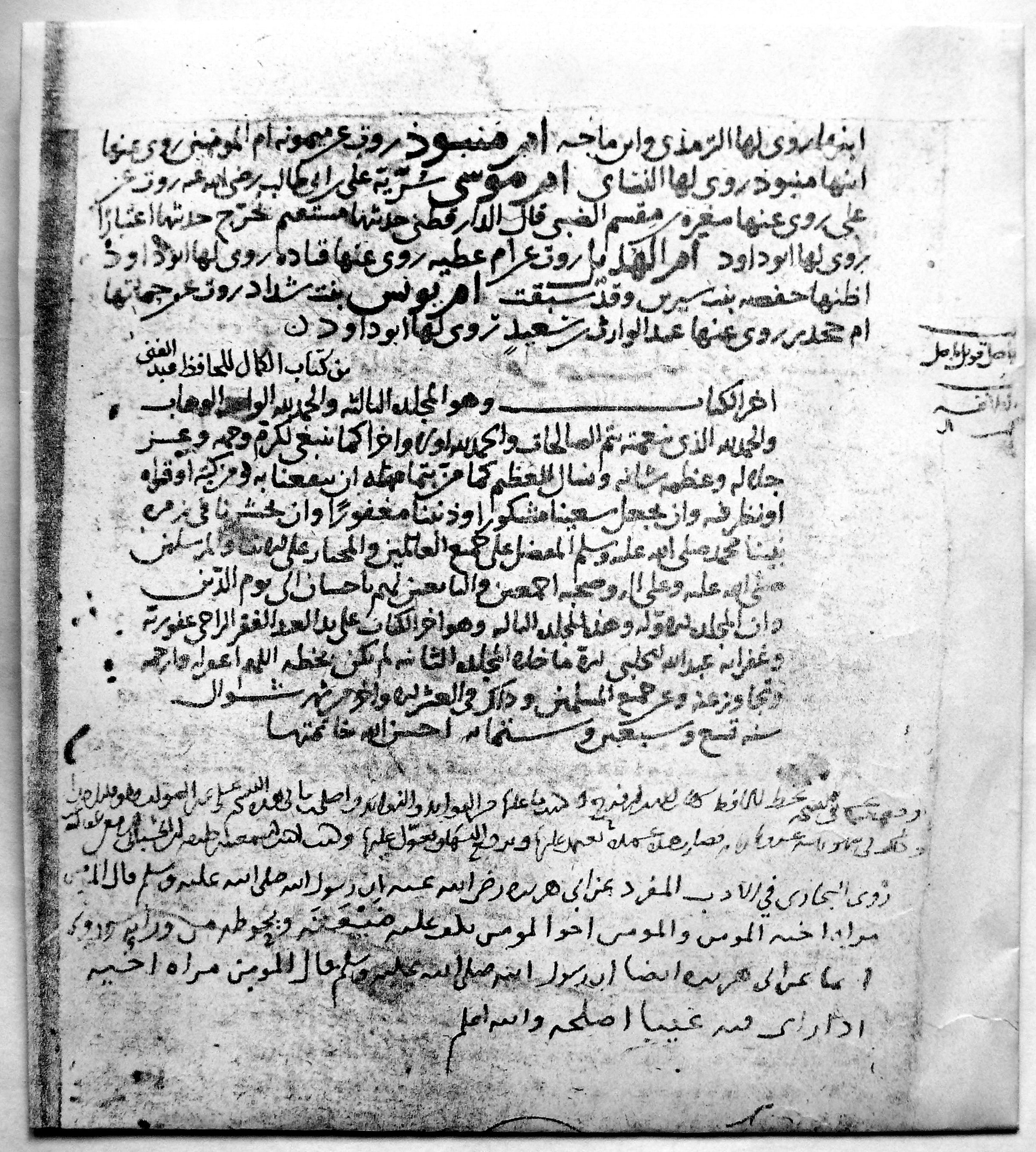
مخطوطة لكتاب عبد الغني المقدسي الكمال في أسماء الرجال.

## مواليد
- ابن أبي أصيبعة
- إبراهيم السويدي
- ابن مالك
- برهان الدين النسفي
- نجم الدين الكاتبي القزويني

## وفيات
- أبو إسحق البطروجي
- أبو الفتوح العجلي
- أبو طاهر السجاوندي
- البطروجي

- عبد الغني المقدسي